# Nagíb Mahfúz
Nagíb Mahfúz (arabsky نجيب محفوظ, Naǧīb Maḥfūẓ) (11. prosince 1911 Káhira – 30. srpna 2006 tamtéž) byl egyptský romanopisec, nositel Nobelovy ceny za literaturu za rok 1988, a to za „vytvoření arabského romanopiseckého umění s univerzální platností“, "svými díly bohatými na nuance – tu čistě realistickými, tu sugestivně dvojsmyslnými – formoval arabské vypravěčské umění, jež vztahuje na celé lidstvo".
Stal se prvním arabským nositelem této ceny. Napsal 45 románů a povídkových sbírek a také 30 filmových scénářů. K jeho nejslavnějším dílům patří román Děti z Gebeláví. Kvůli této knize nad autorem islámský radikál Umar Abdar Rahmán vyhlásil rozsudek smrti a dlouho byla v Egyptě zakázána. V některých arabských zemích bylo zakázáno vydávat jeho knihy poté, co v roce 1979 jednoznačně podpořil izraelsko-egyptskou mírovou dohodu. Byl na něj několikrát spáchán atentát, zejména útok nožem v roce 1994 zhoršil jeho zdravotní stav natolik, že prakticky nemohl psát. V posledních letech života raději nevycházel z domu a žil trvale pod ochranou policie.

## Vyznamenání
- Nobelova cena za literaturu – 1988[5]
- velkostuha Řádu Nilu – Egypt
- velkokříž Řádu za zásluhy – Egypt
- komandér Řádu umění a literatury – Francie
- velkodůstojník Řád za zásluhy o vzdělání a kulturu Gabriely Mistral – Chile
- velkodůstojník Řádu zásluh o Italskou republiku – Itálie
- velkostuha Národního řádu za zásluhy – Tunisko

## Knihy vydané v češtině nebo slovenštině
- Skandál v Káhiře (Al-Káhira-l-džadída). [s.l.]: Odeon, 1968. 195 s.
- Zlodej a psi (El-lis's wal-kilab). [s.l.]: Slovenský spisovateľ, 1990. 152 s. (slovensky)
- Putovanie Ibn Fattúmu (Rihlat Ibn Fattúma). [s.l.]: Marek Brieška, 2007. ISBN 978-80-968575-6-2. (slovensky)
- Sny (Ahlám fatrat al-nakáha). [s.l.]: Drewo a srd, 2010. 116 s. ISBN 978-80-88965-94-7. (slovensky)
- Děti naší ulice. [s.l.]: Dybbuk, 2024. 375 s. ISBN 978-80-7690-111-7.